# Oració juxtaposada
Les oracions juxtaposades són aquelles que estan unides per signes de puntuació. La relació entre elles pot ser de total independència o una es pot subordinar en sentit a l'altra, és el parlant qui restitueix el significat del signe de puntuació (usualment una coma o els dos punts). Donat aquest marge per a la subjectivitat, en sintaxi es prefereix analitzar les dues frases com a independents, marcant simplement el nexe gràfic que fa que formin una oració composta i no dues oracions separades (com quan hi ha un punt i seguit). A vegades l'elecció entre un signe o un altre respon a qüestions d'estil i no semàntiques.
Ex.:
- Oració juxtaposada: En Toni toca la bateria, l'Andro canta, l'Elena toca el saxofon, en Lucas toca els teclats, en Gerard toca la guitarra.